# 9. Sinfonie (Mahler)
Gustav Mahlers 9. Sinfonie ist das letzte vollendete Werk des Komponisten.
Mahler sah für diese Sinfonie ausdrücklich keine Tonartbezeichnung vor. Oftmals wird sie nach der Tonart des Kopfsatzes als Sinfonie in D-Dur bezeichnet, was allerdings die progressive Tonalität des Werkes (ähnlich der 5. Sinfonie) außer Acht lässt. Die Sinfonie beginnt in D-Dur und endet in Des-Dur, womit die tonale Einheit insbesondere der Ecksätze aufgehoben ist, und dem Werk keine Grundtonart mehr zugeschrieben werden kann.

## Entstehung
Die Arbeit an der 9. Sinfonie begann im Sommer (wahrscheinlich Juli) 1909. Nach einer Übertragung in Reinschrift im Winter berichtete Gustav Mahler seinem Freund Bruno Walter in einem Brief am 1. April 1910, das Werk sei fertig. Zu größten Teilen entstand es in Toblach, im dortigen Domizil Mahlers. Abermals schrieb Mahler das Werk in einer Art Schaffensrausch nieder. Seine Kompositionsweise setzte eine Gesamtkonzeption des Werkes voraus, so dass Mahler gleichzeitig an mehreren Sätzen der Sinfonie arbeitete. Seine ganze Konzentration galt der Komposition des neuen Werkes, da seine Frau Alma mit der Tochter bei einem Kuraufenthalt in Levico weilte. Mahler genoss die Zeit des Komponierens, was er nur durch gelegentliche Spaziergänge unterbrach. „Das Alleinsein ist den ganzen Tag über schön – sehr schön“, schrieb Mahler in einem Brief aus Toblach. Die Reinschrift stellte Mahler später in New York fertig.

## Zur Musik

### Besetzung
4 Flöten, Piccoloflöte, 3 Oboen, Englischhorn, 4 Klarinetten, Bassklarinette, 3 Fagotte, Kontrafagott, 4 Hörner, 3 Trompeten, 3 Posaunen, Tuba, Pauken, Schlagwerk, 2 Harfen, I. Violine, II. Violine, Bratsche, Violoncello, Kontrabass

### 1. Satz: Andante comodo
Im Hauptsatz entsteht anfangs kaum merklich die Musik aus dem Nichts. Ein Celloton im pianissimo wird von einem Harfenmotiv beantwortet, woraus sich ein Seufzermotiv entwickelt, das im ganzen Satz von größerer thematischer Bedeutung ist. Dieses Urmotiv textiert Mahler mit den Worten Leb wohl. Wiegende Akkorde der Streicher singen das Motiv aus. Über dieser Grundstruktur entsteht ein kontrapunktischer Dialog zwischen zweiter Violine und Horn. Letzteres steht bei Mahler häufig für wehmütig-verträumte Erinnerungen und Sehnsucht. Ein dramatischer Tuttischlag verändert die ruhevolle Stimmung und führt zu einer düster gesteigerten Passage. Diese wird von den Posaunen, Pauken und den Bassinstrumenten bestimmt und stellt gleichsam den gewichtigen Gegenpol zum in sich ruhenden Leb-wohl-Motiv dar. Der Wechsel der beiden konträren Klangwelten wird im Fortgang des Satzes oftmals durch ein unvermitteltes Trompetensignal hervorgerufen. Die Themenfragmente und Motive durchwandern dabei die verschiedenen Orchesterstimmen. Die düsteren Abschnitte nehmen zwar zunehmend überhand im Verlauf des Satzes, dem Horn gelingt jedoch immer wieder der Anschluss des Urmotivs. Das Geschehen mündet schließlich in einen Morendo-Abschnitt, in dem ein vorwärtsdrängendes Fortissimo zum Zusammenbruch der Musik führt. Hieraus entwickelt sich nur mühsam ein Neubeginn des Urmotivs, der schnell wieder in sich zusammensinkt. Wenig später beginnt eine weitere großangelegte Steigerungswelle im dreifachen Piano und mündet nach großartiger Steigerung „mit höchster Gewalt“ in einen Trauermarsch („Wie ein schwerer Kondukt“). Das ursprüngliche Harfenmotiv wird hier gewaltsam von Pauken und Posaunen intoniert und dient als Grundlage zu einem Lamento von Horn und Trompete. Das Urmotiv tritt nun in allen Instrumenten immer deutlicher zutage, wirkt jedoch oftmals bedrohlich verzerrt und verändert. Ein unvermittelt anschließender und ungewöhnlich fremdartig wirkender Misterioso-Abschnitt leitet das Satzende ein. Ein Dialog zwischen Horn und Flöte wirkt hierbei wie eine orchestrale Kadenz. Eine großartig gesteigerte Rückkehr des Urmotivs im ganzen Orchester führt zu einem letzten Abschnitt, in dem der Satz seltsam entrückt zu verklingen scheint. In der Klarinette taucht das Urmotiv nochmals in zarter Art und Weise auf. An dieser Stelle textierte Mahler das „Leb wohl“ zu den Noten. Das Motiv entschwindet in einem Auflösungsprozess, in dem der mitreißende Satz in höchster Verklärtheit verklingt.

### 2. Satz: Im Tempo eines gemächlichen Ländlers
Der zweite Satz ist ein ins Groteske verzerrtes Scherzo. Der Satz erinnert an einen Totentanz, wie er bereits in der 4. Sinfonie vorkommt. Mahler verändert traditionelle Klänge in beinahe unkenntliche Variationen. Er verwendet drei österreichische Tanztypen in diesem Scherzo, die jedoch nur noch als „komponierte Ruinen“ (Schnebel) kenntlich sind. Walzer, Ländler und steirischer Ländler werden hier parodiert.
Der Satz beginnt mit einem einfachen Tanzrhythmus der Holzbläser, auf dem die Streicher einen schwerfälligen und derben Ländler intonieren. Immer wieder reihen sich Motivfragmete aneinander, die oftmals ins Leere laufen und nicht weiter verfolgt werden. Verschiedene Verlaufslinien werden aufeinander geschichtet und immer wieder tauchen melodische Floskeln im Ländler und Walzerrhythmus auf, die so verzerrt erscheinen, dass sie nur wie Erinnerungen an die eigentlichen Formen wirken. Der derbe Ländler enthält etliche naiv wirkende musikalische Floskeln und Disharmonien, was zu einem derben und oftmals chaotischen Klangbild führt. Zeitweise klingt durch das groteske Geschehen eine gefühlvolle Kantilene des Cellos durch. Aber auch sie kann den musikalischen Zerfall nicht aufhalten. Nachdem der Ländler verklungen ist, entsteht ein ebenfalls derber und ungelenk wirkender Walzer. Der heitere Charakter wirkt unecht, da die Bassstimmen dem Klang einen unheimlichen Duktus verleihen. Unvermittelt taucht anschließend das Leb-wohl-Motiv des ersten Satzes auf, was zu einem Ruhepunkt führt. Kurz danach erklingt von Neuem das Ländler-Motiv des Beginns, nun im sogenannten steierischen Rhythmus. Das Horn exponiert hierbei das Abschiedsmotiv in der Begleitung. Nochmals kann sich dieses Motiv kurz darauf durchsetzen, bevor der Ländler wieder einsetzt und der endgültige strukturelle und inhaltliche Zerfall seinen Lauf nimmt. Die musikalische „Schräglage“ wird zunehmend größer und die Instrumentierung wirkt härter, greller und grotesker. Mahler verwendet hier auch eine rhythmische Besonderheit, die später vor allem von Igor Strawinski übernommen wurde: Hörner und Bratschen betonen die erste Zählzeit, während Posaunen und Pauken die unbetonten Taktteile nachliefern. Das Scherzo löst sich spukhaft immer weiter in seine Bestandteile auf, bevor zurückbleibende, leere Fragmente das Ende des grotesken Tanzes darstellen.

### 3. Satz: Rondo-Burleske
Der dritte Satz trägt lose die Form eines Rondos. Mahlers kontrapunktischer Stil kommt hier letztmals zur Entfaltung. Das Rondo beginnt mit einem dissonanten Motiv in der Trompete, das immer wieder zurückkehrt und somit zum Refrain des Rondos wird. Der ganze Satz entwickelt sich aus diesem Motiv, das kaum mehr als Thema zu bezeichnen ist. Eine Besonderheit des Rondos ist seine Zitatfülle. Mahler extrahiert hier aus seinem Lebenswerk zentrale Themen und implementiert sie in diesem Rondo in seinen Tonsatz, zum Teil mit wesentlicher Verfremdung. Die Harmonik des Satzes übersteigt deutlich den tonalen Raum und markiert endgültig den Übergang in die musikalische Moderne. Das hektische Treiben wirkt oftmals chaotisch und dissonant. Immer wieder tauchen musikalische Floskeln, Andeutungen und Fragmente auf. Der Satz ist einmalig in der Verknüpfung zwischen Dissonanzen und Kontrapunkt des Barock. Die häufig auftauchenden kontextlosen Motive lösen sich gegenseitig auf und greifen wie Zahnräder ineinander. Diese Musik wird deshalb häufig als Echo des erwachenden Industriezeitalters verstanden. Inmitten des hektischen Treibens sorgt unvermittelt ein friedlicher, choralähnlicher Teil für eine Insel der Ruhe. Dieser verweist deutlich auf den Finalsatz, dessen zentrales Thema ebenfalls schon angedeutet wird. Ein weiterer ruhevoller Teil schließt sich nach kurzem Aufbegehren an. Die fortlaufende musikalische Zerstörung können diese retardierenden Momente jedoch nicht aufhalten. Die hektische Schlussstretta bahnt sich unaufhaltsam ihren Weg. Auf martialische Art und Weise kehrt das Ausgangsmotiv zurück und endet in der musikalischen Katastrophe der Destruierung durch sich überstürzende Tonkaskaden.

### 4. Satz: Adagio. Sehr langsam und noch zurückhaltend
Nach den vorangegangenen drei Abschiedssätzen konnte Mahler keine jubelnde Apotheose anfügen, sondern entschied sich für einen langsamen und erhabenen Abgesang des monumentalen Werkes. Das finale Adagio beginnt allein mit den Streichern, was nach der dramatischen Dynamik und Vielfalt der Instrumente im zweiten und dritten Satz eine sehr starke Wirkung hat. Die Tonart ist von D-Dur nach Des-Dur einen Halbton hinunter verschoben, wodurch der vierte Satz zusätzlich entrückt erscheint. Ein klagendes Motiv, das an das Hauptthema des Abschied-Satzes aus dem Lied von der Erde erinnert, eröffnet den Satz und führt zu dem von den Streichern intonierten Hauptthema. Dieses ist an den anglikanischen Choral Abide with me (Bleib bei mir, Herr) angelehnt. Die Chromatik wirkt jedoch völlig verschoben und verleiht dem ergreifend inwendigen Gesang einen transzendentalen Charakter. Die Tonart changiert hier ständig zwischen Des-Dur und cis-Moll. Die übereinander geschichteten Bestandteile dieses Hauptthemas scheinen vertikal austauschbar zu sein. Dies ist ebenfalls ein Kennzeichen der neuen musikalischen Epoche, die Mahler in diesem Werk erreicht. Der breit strömende warme und erhabene Gesang der Streicher lässt eine erhebende und wehmütige Stimmung entstehen. Der Vortrag bricht unvermittelt ab und weicht einer unheimlich wirkenden Fagottmelodie, die jedoch ihrerseits schnell wieder vom Choralthema abgelöst wird. Wenn das geheimnisvolle Fagottmotiv zurückkehrt, wird es von den Streichern übernommen und mit unheimlichen Charakter gesteigert. Ein weiteres Mal taucht das Choralthema auf und erscheint anschließend in seiner prächtigsten Ausformung, gespielt vom Tutti des Orchesters. Anschließend beginnt schleichend, aber endgültig der Auflösungsprozess des Adagios. Der musikalische Fluss gerät zunehmend ins Stocken, was durch einige retardierende Einwürfe von Motiv- und Themenfragmenten verstärkt wird. So intonieren die Holzbläser zusammen mit der Harfe einen melancholischen, fast gesanglichen Einfall. Noch einmal bricht anschließend das Hauptthema fast gewaltsam hervor und wird ins Tutti gesteigert. Auf dem Höhepunkt intonieren die Blechbläser jenes Abschiedsmotiv aus dem Lied von der Erde, das den Satzbeginn markiert hatte. Hier stockt der Vorgang und wird von einem schmerzvollen absteigenden Motiv der Violine in Forte weitergeführt. Er mündet in einer erneuten Wiederkehr des Choralthemas, das jedoch langsam verhaltener wird. Die Musik wendet sich zunehmend ins Leise. Weitere Steigerungswellen erreichen nicht mehr die Intensität der ersten Höhepunkte und fallen mehr und mehr in sich zusammen. Der nun einsetzende Schlussteil Adagissimo stellt den „Abschied der Musik von der Welt des Irdischen“ dar. Der musikalische Verlauf gerät immer weiter ins Stocken und verinnerlicht sich durch dynamische Zurücknahme bis zum vierfachen Piano. In den letzten Takten zitiert Mahler das Schlussmotiv seines Kindertotenliedes Oft denk' ich, sie sind nur ausgegangen. Die verklingende Musik soll „mit innigster Empfindung“ und immer wieder „ersterbend“ gespielt werden. Es bleiben schließlich nur transzendente Sphärenklänge in den Motiven der Streicher übrig. Renate Ulm bezeichnet dieses Ende als „Ewigkeitsmusik – ein Abschied für immer“. Das Werk endet mit der letzten Spielanweisung ersterbend. Die Musik verstummt und kehrt nicht mehr zurück.

## Wirkung
Die Uraufführung des Werkes fand am 26. Juni 1912 in Wien statt. Die Wiener Philharmoniker spielten das Werk unter der Leitung Bruno Walters. Mahler, der bereits am 18. Mai 1911 gestorben war, konnte die Uraufführung nicht mehr miterleben. Das revolutionäre Werk löste im Gegensatz zur vorherigen 8. Sinfonie keine Jubelstürme, sondern eher Verwunderung und Befremdung aus. Der in diesem Werk vollzogene Übergang zur Neuen Musik überforderte das Wiener Publikum noch. Die komponierenden Kollegen Mahlers erkannten die Qualität des Werkes hingegen sofort, und namentlich Alban Berg und Arnold Schönberg feierten die Sinfonie als Übergang zu einer neuen musikalischen Epoche. Heute gilt die 9. Sinfonie als Mahlers konsequente Vollendung seines kompositorischen Weges. Ihre Abschiedsthematik hat obendrein zu verschiedenen Mystifizierungen geführt. Mahler wurde hier die Antizipierung seines Todes unterstellt. Durch Arnold Schönberg geriet auch wieder in den Fokus, dass die meisten großen Sinfoniker über eine 9. Sinfonie nicht herausgekommen waren. So schrieben beispielsweise Ludwig van Beethoven, Antonín Dvořák und Anton Bruckner bereits genau neun nummerierte Sinfonien und starben vor der Vollendung einer zehnten bzw. schrieben keine weitere. Schönberg schrieb dazu: „Die eine Neunte geschrieben haben, standen dem Jenseits zu nahe. Vielleicht wären die Rätsel dieser Welt gelöst, wenn einer von denen, die sie wissen, die Zehnte schriebe. Und das soll wohl nicht so sein.“ Mahler legte bezüglich dieser Frage selbst eine gewisse Abergläubigkeit an den Tag. Auch er sollte vor der Vollendung seiner 10. Sinfonie sterben.

## Stellenwert
Die letzte vollendete Sinfonie gilt als das kompositorisch hochwertigste Werk Mahlers. Die Anlage und Konzeption ist mit der vorangegangenen riesigen 8. Sinfonie nicht vergleichbar. Sie schließt eher an den Entwicklungsstrang der Sinfonien 5, 6 und 7 an. Die hier vorkommende klassische Viersätzigkeit hatte Mahler zuletzt in der tragischen 6. Sinfonie angewendet. Inhaltlich stellt Mahler sie „am ehesten der 4. Sinfonie an die Seite“. Beide Werke thematisieren auf verschiedene Weisen das Thema Abschied. Eine weitere Parallele ist der ins Groteske verzerrte Tanzsatz, der in beiden Sinfonien enthalten ist. Die 9. Sinfonie stellt den Gipfelpunkt eines spätestens in der 5. Sinfonie begonnenen Entwicklungsprozesses dar. Die Kompositionsweise der progressiven Chromatik und die Ausreizung des tonalen Raumes wird hier an ihre Grenzen und erstmals auch darüber hinaus geführt. Namentlich die beiden Rahmensätze verlassen den gewohnten tonalen Raum und weisen deutlich auf eine beginnende neue musikalische Epoche. So nannte Alban Berg Mahlers 9. Sinfonie „das erste Werk der Neuen Musik“. Tatsächlich bereitet Mahler mit diesem Werk unaufhaltsam den Weg für Arnold Schönberg und seine Schüler. Die unwiederbringliche Abkehr und Überwindung der bewährten und bekannten harmonischen Strukturen führt beispielsweise zur Zwölftontechnik der Neuen Musik. Die in diesem Werk oftmals fast völlige Abkehr vom Melodischen, zugunsten neuer harmonischer Strukturen, hat viele Zeitgenossen zunächst befremdet. Die Musik verfügt kaum noch über nachhörbare, konkrete Themen. Auch das nur fragmenthafte Andeuten von thematischem Material gehört zur Kompositionstechnik des späten Mahler. Mahler fügt in der 9. Sinfonie immer wieder scheinbar Inkohärentes zusammen und stellt seine Musik in einen großen Kontext von Werden und Vergehen. So ist dem Werk auch keine eindeutige Tonart mehr zuzuordnen. Strukturell hält sich die Sinfonie zwar an die klassischen vier Sätze, verändert jedoch die übliche Reihenfolge. So stellen die gewichtigen Rahmensätze die langsamen Formen von Andante und Adagio dar, was äußerst ungewöhnlich ist. Hierin erinnert das Werk an Tschaikowskis tragische 6. Sinfonie. Auch formal wird das Werk zum Präzedenzfall für die Moderne. Mahler wendet sich endgültig vom Sonatensatz ab und gibt auch den Dualismus der Themen auf. Auch eine Behandlung des Materials im Sinne einer Durchführung ist nicht mehr zu finden. Dennoch sind großangelegte Gliederungen und Bezüge zu erkennen. Auch das Verhältnis der rudimentär zu erkennenden Tonarten der einzelnen Sätze folgt einem inhaltlichen Sinn. Inhaltlich gilt die 9. Sinfonie als Mahlers große Abschiedssinfonie. Wenngleich es eine Mystifizierung darstellt, zu sagen, Mahler habe seinen eigenen Tod in diesem Werk vorauskomponiert, so stimmt es doch, dass Abschied und Tod in dem Werk thematisiert werden. Den Übergang vom irdischen ins himmlische Leben hatte Mahler bereits in der 4. Sinfonie thematisiert. Das zweitönige Urmotiv des ersten Satzes dieser 9. Sinfonie textiert Mahler mit den Worten „Leb wohl“. Dies erinnert an Beethovens Klaviersonate Op. 81a, deren Hauptthema er die Worte „Lebewohl“ zugrunde legte. Willem Mengelberg sprach deshalb vom „Abschied Mahlers Seele“ von der Welt. Auch Alban Berg sieht im Kopfsatz der Sinfonie die Vertonung einer Todesahnung: „Es ist der Ausdruck einer unerhörten Liebe zu dieser Erde, die Sehnsucht, in Frieden auf ihr zu leben, sie, die Natur, noch auszugenießen bis in ihre tiefsten Tiefen – bevor der Tod kommt. Denn er kommt unaufhaltsam. Dieser ganze Satz ist auf die Todesahnung gestellt. Immer wieder meldet sie sich. Alles Irdisch-Verträumte gipfelt darin (daher die immer wie neue Aufwallungen ausbrechende Steigerung nach den zartesten Stellen), am stärksten natürlich bei der ungeheuren Stelle, wo diese Todesahnung Gewißheit wird, wo mitten hinein in die tiefste, schmerzvollste Lebenslust ‚mit höchster Gewalt‘ der Tod sich anmeldet.“ Das abschließende Adagio, dem der Choral Bleib bei mir Herr zugrunde liegt, verabschiedet sich tatsächlich von der irdischen Welt. Die im transzendenten verklingende Musik stellt einen Abschied von allem Irdischen und Hergebrachten dar. So gehört die Sinfonie zwar nicht zu den Werken der Musikgeschichte, die resigniert und hoffnungslos enden, wie Tschaikowskis und Mahlers eigene 6. Sinfonien, aber dennoch zu den wenigen großen Sinfonien, die keine abschließende Apotheose erfahren, sondern leise verklingen. Hierin erinnert sie an seine eigene 3. Sinfonie, deren Schlusssatz ebenfalls ein Adagio darstellt, das jedoch dort triumphal endet. Sie zeichnet sich darin durch eine selten dagewesene Intensität und Innerlichkeit aus und markiert auf beeindruckende Weise den Übergang in eine neue musikalische Epoche.